# 342
Cette page concerne l'année 342  du calendrier julien. Pour l'année 342 av. J.-C., voir 342 av. J.-C. Pour le nombre 342, voir 342 (nombre).
 (novembre 2022).
L'année 342 est une année commune qui commence un vendredi.

## Événements
- De retour à Constantinople au début de l'année, Constance II dépose le patriarche de Constantinople Paul pour le remplacer par son conseiller arien Eusèbe de Nicomédie[1] . Il marche ensuite vers l'Orient pour préparer la guerre contre les Perses, et ceux-ci se retirent de la frontière.
- Déposition de Paul Ier, patriarche de Constantinople, remplacé par Macedonius Ier[2].
- 29 mars  : Lollianus Mavortius est Préfet de Rome[3].

- 31 mars-11 mai : Constance II est à Antioche[1].
- Été : Constant Ier est à Trèves[1].
  - Victoire de Constant Ier sur les Francs et traité de paix[1]. Constant établit un grand nombre de Francs saliens en Toxandrie, entre l'Escaut et la Meuse, avec la charge de défendre l’accès du pays contre les autres envahisseurs[4].
- 6 juillet : Fabius Aconius Catullinus Philomathius (en) est Préfet de Rome[3].
- Automne : Constant Ier rencontre Athanase d'Alexandrie à Milan[1].
- 1er novembre : édit de l'empereur Constant Ier adressé au préfet de Rome Aco Catullinus, prescrivait la fermeture des temples païens sous peine de mort[5].
- 4 décembre : Constant Ier est à Milan[1].
- 16 décembre : le mariage homosexuel est aboli dans l'empire romain[6].

### Extrême-Orient
- En Corée, les Xianbei du Yan antérieur attaquent et détruisirent Hwando, la capitale de Koguryo, capturent la reine et la reine-mère et réduisent 50 000 personnes en esclavage avant de se retirer[7]. Bloqué au Nord-ouest, le roi Gogugwon de Koguryo se tourne vers le Sud et se heurte au Baekje, royaume en pleine expansion sous son roi Geunchogo[8].

## Décès en 342
- Eusèbe de Nicomédie, évêque de Constantinople, en tout début d'année[3].